# 男たちのバッカ野郎
『男たちのバッカ野郎』（おとこたちのバッカやろう、原題：精裝追女仔、英題：The Romancing Stars）は、1987年公開のコメディ映画。監督はウォン・ジン（王晶）、主演はチョウ・ユンファ、マギー・チャンなど。
『精裝追女仔』シリーズの第1作で、続編は1988年公開の『精裝追女仔II』（日本未公開）。
日本は劇場未公開でビデオスルー作品である。当初、『コメディー・男たちのバッカ(挽歌)野郎』の邦題でビデオ化され、後に『男たちのバッカ野郎』の邦題でDVD化された。

## ストーリー
リューハ（チョウ・ユンファ）は下品な男で、卑語をよく言う。交通燈（ナタリス・チャン) と呉準少（エリック・ツァン) は、「堅記車房」という同じ自動車工場で働いている。その自動車工場のボスのケン（スタンリー・フォン）は孤独なのだが、3人には親切にしている。
リューハは、交通燈と呉準少とともに、ガールフレンドの刁敏（シャーラ・チャン）に誕生日のお祝いと一緒に告白する。しかし、ガールフレンドの母親（レオン・サン）に断られる。リューハは怒り、ガールフレンドの母親の顔面に、誕生日のお祝いのケーキを投げつけてしまう。リューハが失恋すると、ボスはみんなでペナンへ旅行に行くことを勧める。そこで、リンリン（マギー・チャン）とロンロン（アグネス・チャン）に出会う。リューハは富豪になりすまし、リンリンはお嬢様になりすまし、急速に交際を発展させ、香港に戻って会う約束をした。しかし、裕福な独身男性のチェン（スチュアート・オング）にリンリンを取られたり、お互い仲たがいしてしまったり、ついには勾留されてしまったりで、不幸が続く。そこに呉準少の慕う、ホーさんと名乗る男が保釈金を払い、4人は保釈される。
そこから、4人の逆襲劇が幕を開ける。

## キャスト
| 出演                           | 役名（VHS／DVD／原名）                                 |
| ------------------------------ | ------------------------------------------------------ |
| チョウ・ユンファ（周潤發）     | フレッド／リューハ／王日發（爛口發）                   |
| マギー・チャン（張曼玉）       | マギー／リンリン／董曼玉（董董）                       |
| スタンリー・フォン（馮淬帆）   | ケン／劉定堅                                           |
| ナタリス・チャン（陳百祥）     | 交通燈                                                 |
| エリック・ツァン（曾志偉）     | 呉準少                                                 |
| アグネス・チャン（蔣麗萍）     | アグネス／ロンロン／利文芝（蚊滋）                     |
| スチュアート・オング（翁世傑） | チェン／趙定先                                         |
| ウォン・ジン（王晶）           | 旅行社のガイド                                         |
| シャーマン・ウォン（黄靖華）   | お金持ち、旅行社ガードマン、警官                       |
| 上山アンナ                     | お金持ちの恋人                                         |
| シャーラ・チャン（張敏）       | 刁敏（フレッド（リューハ）のガールフレンド）           |
| ウォン・サン（黄新）           | ガールフレンドの父親                                   |
| レオン・サン（梁珊）           | ガールフレンドの母親                                   |
| ウォン・ティンラム（王天林）   | 董仕掌（マギー（リンリン）の父親）                     |
| ソ・ハンスェン（蘇杏璇）       | 董太（マギー（リンリン）の母親）                       |
| ジョアンナ・チャン（陳佩珊）   | 細珠                                                   |
| レオン・ハクシュン（梁克遜）   | 細珠の父親                                             |
| スンゴン・ユ（上官玉）         | 美容センターの女将                                     |
| キャロル・チェン（鄭裕玲）     | 蘇絲（マギー（リンリン）とアグネス（ロンロン）の同僚） |
| フィリップ・チャン（陳欣健）   | ディスコの司会                                         |
| マリア・コルデロ               | ディスコの客                                           |
| ケウン・チュンピン（姜中平）   | 趙定先の師匠                                           |
| チャーリー・チョー（曹査理）   | 趙定先の従者                                           |
| アントニー・チャン（陳友）     | 趙定先の従者                                           |
| マリア・トゥン（童玲）         | 冰山の美人                                             |
| チャン・ヨンジャン（張永正）   | 法拉利哥（ノンクレジット）                             |
| 田自義（日本仔）               | 警官                                                   |
| 胡瓜                           | 臺湾遊客                                               |
| チェン・チュンヤッ（鄭進一）   | 臺湾遊客                                               |

## 備考
本作のいくつかの場面は『男たちの挽歌』（チョウ・ユンファが出演）のパロディである。楓林閣での銃撃戦もコメディー化された。

## 主題歌
| 歌名         | 歌手   |
| ------------ | ------ |
| 『假裝冷艶』 | 蔣麗萍 |

## VHS/DVD
本作は、ポニーキャニオンからVHS化、キングレコードよりDVD化されている。